# Restad, Kungälvs kommun
Restad är en bebyggelse i Hålta socken i Kungälvs kommun. Från 2015 avgränsar SCB här en småort.